# Anne-Marie Padurariu
Anne-Marie Padurariu (ur. 1 sierpnia 2002 r. w Bracebridge) – kanadyjska gimnastyczka, srebrna medalistka mistrzostw świata.